# لیگ برتر هندبال زنان ایران ۱۳۸۸
لیگ برتر هندبال زنان ایران ۱۳۸۸ پنجمین دوره لیگ برتر هندبال زنان ایران است که با حضور ۶ تیم برگزار شد و در ۲۲ اسفندماه ۱۳۸۸ با قهرمانی ذوب آهن اصفهان به پایان رسید. پس از تیم ذوب آهن اصفهان که ۱۹ امتیاز به دست آورد، تیم‌های هیئت هندبال فارس با ۱۷ امتیاز نایب قهرمان شد و تیم پرسپولیس تهران با ۱۰ امتیاز سوم شد. تیم‌های هیئت هندبال بوشهر و نفت گاز گچساران با قرار گرفتن در رده‌های پنجم و ششم به مسابقه‌های زیرگروه سقوط کردند.

## رده‌بندی پایانی
| رتبه | تیم                | امتیاز | صعود و سقوط |
| ---- | ------------------ | ------ | ----------- |
| ۱    | ذوب آهن اصفهان     | ۱۹     |             |
| ۲    | هیئت هندبال فارس   | ۱۷     |             |
| ۳    | پرسپولیس تهران     | ۱۰     |             |
| ۴    | دانشگاه آزاد تهران | ۷      |             |
| ۵    | هیئت هندبال بوشهر  | ۶      |             |
| ۶    | نفت گاز گچساران    | ۱      |             |